# Monforte de Lemos
Monforte de Lemos ist eine spanische Gemeinde (Concello) mit 18.560 Einwohnern (Stand: 2024) in der Provinz Lugo der Autonomen Gemeinschaft Galicien, ca. 45 km nordöstlich von Ourense und ca. 55 km südlich der Provinzhauptstadt Lugo. Die Stadt liegt am Fluss Cabe, einem Nebenfluss des Sil.

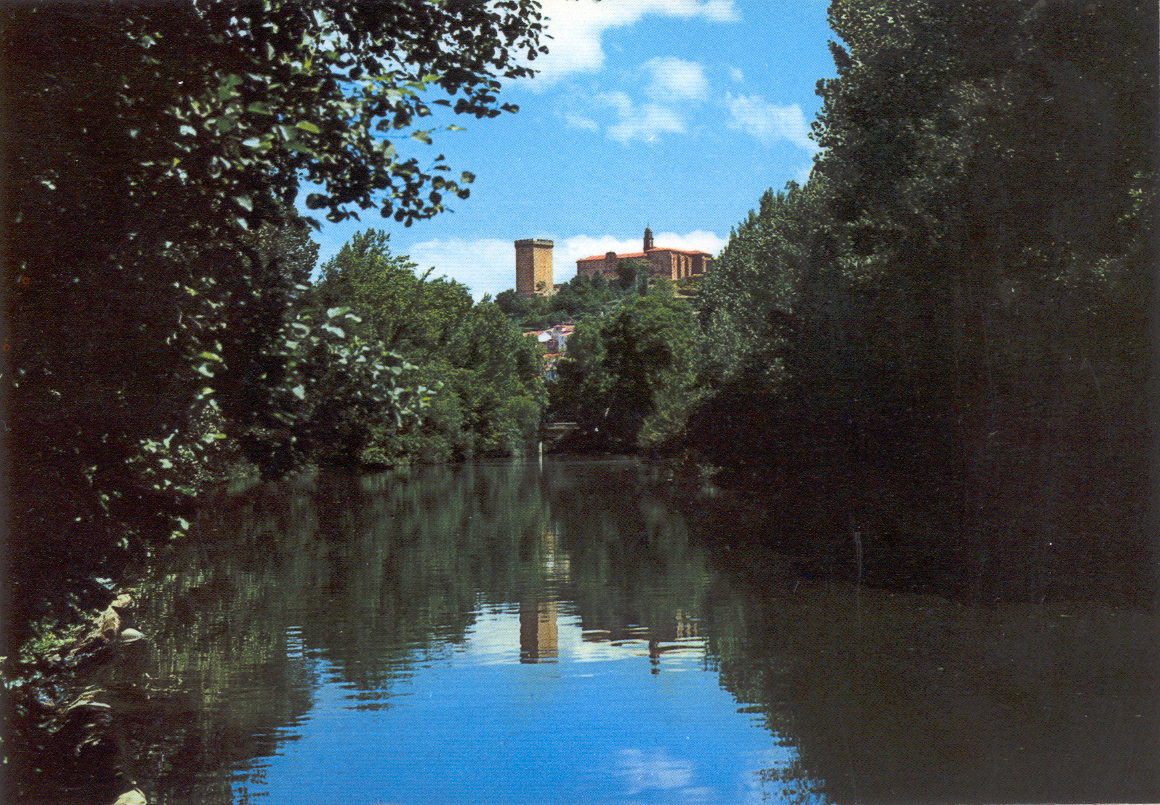
Blick über den Fluss Cabe auf das Schloss von Monforte

## Sehenswürdigkeiten

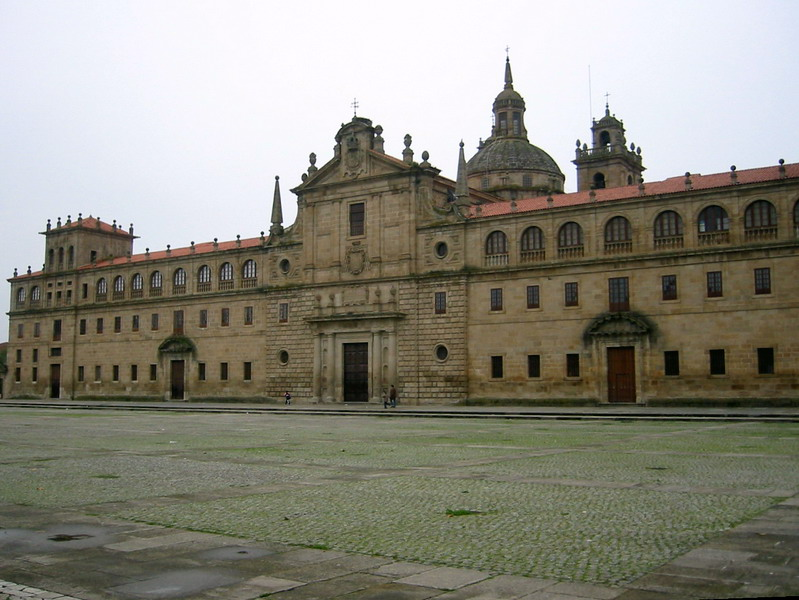
Jesuitenkolleg in Monforte de Lemos

Die schon seit der Bronzezeit nahezu lückenlos besiedelte Kleinstadt weist eine Reihe von bedeutenden Baudenkmälern auf. Dazu gehören das Kloster San Vicente do Pino mit seinem Kreuzgang und der klassizistischen Fassade, der Palast der Grafen von Lemos und die Festung Castelo de Monforte mit seinem aus dem 14. Jahrhundert stammenden, 30 m hohen Wehrturm Torre da Homenaxe. Dazu gehört auch das um 1600 entstandene Colegio de Nuestra Señora la Antigua (auch Colegio de la Compañía oder Colegio del Cardenal) des Jesuitenordens, das im sogenannten Herrera-Stil errichtet wurde. Es bewahrt in seinem Inneren neben verschiedenen Kunstwerken auch zwei Gemälde von El Greco und ein Retabel von Francisco de Moure auf. Ebenfalls zahlreiche bedeutende sakrale Objekte (Monstranzen, Kruzifixe, Prozessionskreuze etc.) werden im Kloster Santa Clara aufbewahrt. Zudem finden sich dort an Skulpturen u. a. ein Ruhender Christus ein Werk von Gregorio Hernández. Im Kloster San Jacinto kann man in der Kirche eine der besten Orgeln in Galicien hören. Im Klosterbau ist ein Parador eingerichtet.

## Bevölkerungsentwicklung der Gemeinde
Legende: Monforte___Monforte de Lemos

## Gemeindegliederung
Die Gemeinde Monforte de Lemos ist in 27 Parroquias gegliedert:
| Parroquias            | Patrozinium   | Einwohner 2024 | Fläche km² | Dichte Einw./km² | Höhe msnm | Ortskennzahl |
| --------------------- | ------------- | -------------- | ---------- | ---------------- | --------- | ------------ |
| Baamorto              | Santa María   | 88             | 7,12       | 12               | 418       | 27031010000  |
| Bascós                | San Martiño   | 42             | 3,11       | 14               | 362       | 27031020000  |
| Caneda                | Santalla      | 73             | 4,16       | 18               | 345       | 27031030000  |
| O Chao do Fabeiro     | San Ramón     | 63             | 9,71       | 6                | 400       | 27031040000  |
| Chavaga               | San Xoán      | 44             | 5,45       | 8                | 486       | 27031050000  |
| Distriz               | Santo André   | 129            | 2,53       | 51               | 277       | 27031060000  |
| Fiolleda              | San Cosmede   | 63             | 10,90      | 6                | 465       | 27031070000  |
| Gullade               | Santo Acisclo | 110            | 2,94       | 37               | 366       | 27031080000  |
| Guntín                | Santa Lucía   | 14             | 4,95       | 3                | 385       | 27031090000  |
| Marcelle              | San Miguel    | 80             | 21,03      | 4                | 595       | 27031100000  |
| Monforte de Lemos     |               | 15.949         | 17,48      | 912              | 295       | 27031000100  |
| Moreda                | San Salvador  | 126            | 5,80       | 22               | 327       | 27031130000  |
| As Nocedas            | Santo Estevo  | 52             | 4,64       | 11               | 401       | 27031140000  |
| A Parte               | Santa María   | 36             | 8,22       | 4                | 320       | 27031150000  |
| A Penela              | Santa María   | 93             | 7,89       | 12               | 0         | 27031160000  |
| Piñeira               | San Martiño   | 353            | 5,88       | 60               | 278       | 27031170000  |
| Reigada               | San Salvador  | 117            | 5,61       | 21               | 320       | 27031180000  |
| Ribas Altas           | San Pedro     | 210            | 6,26       | 34               | 319       | 27031190000  |
| Rozavales             | Santa María   | 33             | 5,04       | 7                | 626       | 27031200000  |
| San Xillao de Tor     | San Xillao    | 68             | 1,74       | 39               | 366       | 27031240000  |
| Santa Mariña do Monte | Santa Mariña  | 109            | 3,58       | 30               | 392       | 27031120000  |
| Seoane                | San Salvador  | 112            | 12,24      | 9                | 297       | 27031210000  |
| Sindrán               | San Pedro     | 76             | 7,25       | 10               | 420       | 27031220000  |
| Tor                   | San Xoán      | 36             | 5,81       | 6                | 421       | 27031230000  |
| Valverde              | San Pedro     | 23             | 2,97       | 8                | 318       | 27031250000  |
| A Vide                | San Cibrao    | 78             | 4,89       | 16               | 303       | 27031260000  |
| Vilamarín             | San Fiz       | 57             | 18,86      | 3                | 480       | 27031270000  |

## Wirtschaft
| Ackerbau, Viehzucht und Fischerei                                                  | 0254  | 03,87  |
| Industrie                                                                          | 0581  | 08,85  |
| Bauwirtschaft                                                                      | 0477  | 07,27  |
| Dienstleistungsbetriebe                                                            | 5.252 | 080,01 |
| Total                                                                              | 6.564 | 100,00 |
| * Daten aus dem Statistischen Amt für Wirtschaftliche Entwicklung in Galicien, IGE |       |        |

## Söhne und Töchter der Stadt
- Inês de Castro (1320–1355), Adelige, Ehefrau des portugiesischen Königs Peter I.
- Pedro Antonio Fernández de Castro (1632–1672), Vizekönig von Peru
- Amadeu González Ferreiros (1911–1995), römisch-katholischer Ordensgeistlicher, Prälat von São Raimundo Nonato in Brasilien
- Roberto González Fernández (1948), spanischer Kunstmaler
- José Diego Álvarez (* 1954), ehemaliger spanischer Fußballspieler
- Lois Pereiro (1958–1996), galicischer Dichter, Schriftsteller
- Carmen Cardelle de Hartmann (* 1963), spanisch-deutsche Philologin
- Saleta Fernández (* 1997), Leichtathletin